# أوسكار جورجي
أوسكار جورجي (بالإنجليزية: Oscar Georgy)‏ هو لاعب كرة قاعدة أمريكي، ولد في 25 نوفمبر 1916 في نيو أورلينز في الولايات المتحدة، وتوفي بنفس المكان في 15 يناير 1999.

## وصلات خارجية
- أوسكار جورجي على موقع دوري كرة القاعدة الرئيسي (الإنجليزية)
- أوسكار جورجي على موقعبيزبول رفرنس.كوم (الدوري الرئيسي) (الإنجليزية)
- أوسكار جورجي على موقعبيزبول رفرنس.كوم (الدوري الثانوي) (الإنجليزية)